# Alfred Cohrs
Alfred Cohrs (* 18. Dezember 1911 in Wentorf, Kreis Gifhorn; † 15. Mai 1974 in Einbeck) war ein deutscher Landwirt und Politiker (FDP).
Nach dem Besuch der Volksschule in Wentorf war Cohrs für vier Jahre im elterlichen Landwirtschaftlichen Betrieb tätig. Im Anschluss daran besuchte er die Landwirtschaftsschule in Hildesheim.  Im Jahr 1933 wurde er landwirtschaftlicher Verwalter und ging zwischen 1935 und 1936 zur deutschen Wehrmacht. Zum 1. Mai 1937 trat er der NSDAP bei (Mitgliedsnummer 4.059.372), in seinem Entnazifizierungsverfahren gab Cohrs später an, von Juli 1937 bis August 1939 lediglich Parteianwärter gewesen zu sein. 1937 heiratete er in einen Betrieb in Volksen ein und wurde selbständiger Landwirt im Kreis Einbeck.
Cohrs nahm zwischen 1939 und Kriegsende am Zweiten Weltkrieg teil. Nach Kriegsende wurde er 1948 Bürgermeister und später Gemeindedirektor in Volksen. Cohrs war Vorsitzender des Kreisverbandes der FDP sowie Vorsitzender des Landwirtschaftsausschusses des FDP-Landesverbandes in Niedersachsen.
Cohrs wurde stellvertretender Vorsitzender des Kreislandvolkes. Ferner wurde er zum  Aufsichtsratsvorsitzenden der Genossenschaftsbank in Einbeck sowie zum Vorstandsvorsitzenden der Central-Molkerei in Einbeck ernannt. Im Jahr 1952 wurde er im Kreistag von Einbeck Mitglied war seit 1958 Landrat des Kreises Einbeck.
Er wurde zunächst in der 3. Wahlperiode vom 6. November 1957 bis zum 5. Mai 1959 sowie erneut in der 5. und 6. Wahlperiode vom 26. Juni 1963 bis zum 20. Juni 1970 Mitglied des Niedersächsischen Landtages. Cohrs war stellvertretender Vorsitzender der FDP-Landtagsfraktion zwischen dem  26. Juni 1967 und dem 1. Juli 1968 sowie vom 26. Juni 1969 bis 20. Juni 1970. Als Vorsitzender des Ausschusses für Ernährung und Landwirtschaft wurde er für die Zeit zwischen dem 26. Juni 1963 bis 18. Juni 1965 gewählt.